# حمض الأسيتوريك
حمض الأسيتوريك مشتق من الأحماض الأمينية جلايسين. تسمى الأحماض المترافقة لحمض كربوكسيلي الأسيتورات، وهو مصطلح يستخدم إستر وأملاحه.

## تحضير
يمكن تحضير حمض الأسيتوريك عن طريق تسخين الجلايسين إما مع زيادة طفيفة من أنهيدريد الخل في البنزين، أو بكمية مولارية متساوية من أنهيدريد الأسيتيك في حمض الأسيتيك الجليدي (المركز).

## اقرأ أيضًا
- اسيجلوتاميد